# Стефан Караджа (област Силистра)
 Тази статия е за селото в Област Силистра.  За другите български села с това име вижте Стефан Караджа (пояснение).  
Стефан Караджа е село в Североизточна България. То се намира в община Главиница, област Силистра.

## Транспорт
за с. Стефан Караджа:
Понеделник: 6:30/14:30/16:00
Вторник: 6:30/11:50/14:30/16:00
Сряда: 6:30/14:30/16:00
Четвъртък: 6:30/11:50/14:30/16:00
Петък: 6:30/11:50/14:30/16:00
Събота: 6:30/16:00
Неделя: 6:30/16:00

## Други
Връх Стефан Караджа на Антарктическия полуостров е наименуван на селото.